# Ludwig Emil Grimm
Ludwig Emil Grimm (født 14. marts 1790 i Steinau ved Hanau, død 4. april 1863 i Kassel) var en tysk maler og raderer, broder til brødrene Grimm.
Grimm lærte raderer- og kobberstikkerkunst under Hess i München, deltog i frihedskrigen, virkede derefter i München og blev 1832 professor ved Kassels akademi. Han malede religiøse billeder (selvportræt 1815), og adskillige portrætter, af blandt andre digteren Clemens Brentano, og udførte et par hundrede gode raderede blade; 1840 udgav han en samling af sine raderinger: Die Märchenerzählerin (med supplement 1854).